# Vigintiviri rei publicae curandae
Die Vigintiviri rei publicae curandae („20 Männer zur Heilung des Staates“) waren eine Senatskommission, die im Jahr 238 während des sogenannten Sechskaiserjahrs zur Verteidigung Italiens vor dem anrückenden Kaiser Maximinus Thrax einberufen wurde. Von den 20 Mitgliedern sind heute nur noch sieben namentlich überliefert, zu denen auch die aus diesem Gremium gewählten Senatskaiser Pupienus und Balbinus zählen. Weitere belegte Mitglieder dieses Gremiums waren:
- Lucius Caesonius Lucillus Macer Rufinianus
- Rutilius Pudens Crispinus
- Tullius Menophilus
- L. Valerus Claudius Acilius Priscilianus Maximus
- M. Gnaeus Licinius Rufinus

## Vorgeschichte und Entstehung
Die in der ersten Hälfte des 3. Jahrhunderts beginnende „Reichskrise des 3. Jahrhunderts“ stellte für Rom eine große Herausforderung dar: Die Erhebung mehrerer (Soldaten-)Kaiser und die daraus resultierenden Spannungen sorgten für immer chaotischere Verhältnisse im Inneren des Reiches. Als erster Soldatenkaiser wird häufig Maximinus Thrax angesehen, der von einer Legion zum Kaiser ausgerufen wurde (auch wenn seine Einordnung unter die „Soldatenkaiser“ in der neueren Forschung umstritten ist). Die Beziehung zwischen dem neuen Kaiser und dem Senat konnte in diesem Sechskaiserjahr nicht stabilisiert werden: Maximinus Thrax brach mit der Tradition, dass ein neu erhobener Kaiser nach Rom zog und dem Senat seinen Respekt zeigte. Der Senat war politisch zwar längst entmachtet, hatte symbolisch aber weiter einen hohen Stellenwert und wollte Thrax wegen seiner Herkunft und seines fehlenden Senatorenstatus nicht als vollwertigen Kaiser akzeptieren. Er konnte zwar durch Donative an die Soldaten und die Stadtbevölkerung langsam seine Macht sichern, aber es war nur eine Frage der Zeit, bis eine Revolte gegen ihn ausbrach. Dies geschah noch im selben Jahr in der Provinz Africa, als Gordian I. zum Kaiser ausgerufen wurde und wenig später seinen Sohn Gordian II. zum Mitkaiser ernannte.
Der Senat hatte durch gute Beziehungen zu den Gordianen nun eine Opposition zu Maximinus in der Hand, konnte diese aber nicht lange aufrechterhalten: Gordian II. fiel im Kampf und daraufhin nahm sich sein Vater Gordian I. das Leben. Die Senatoren hatten nun jedoch durch ihre Unterstützung der Rebellion in Africa schon derart eindeutig gegen Maximinus Thrax Flagge gezeigt, sodass eine Rückkehr zum Status quo nicht möglich war. Maximinus zog daraufhin mit Truppen in Richtung Rom. Daher versuchte der Senat verzweifelt, aus eigener Kraft den Widerstand gegen ihn zu organisieren und rief daher das Gremium der Vigintiviri rei publicae curandae ins Leben. Es wurden Marcus Clodius Pupienus Maximus für die Bewältigung von äußeren und Decimus Caelius Calvinus Balbinus für die Bewältigung von inneren Spannungen gewählt. Auch in früheren Zeiten hatte der Senat für besondere Aufgaben wiederholt Kommissionen begründet, die häufig aus zehn Mitgliedern bestanden (Decemvirate).

## Aufbau des Gremiums

### Struktur
Die innere Struktur des Gremiums war keineswegs homogen, obwohl alle Mitglieder dem Senatorenstand angehörten. Es waren Männer aus verschiedenen Positionen, sozialen Standorten und senatorischen Laufbahnen. Unter den uns bekannten Mitgliedern finden wir beispielsweise:
- zwei Altpatrizier (Balbinus und Priscilianus)
- einen Neupatrizier (Rufinianus)
- zwei Homines Novi (Pupienus und Rufinus)[5]

Diese unterschiedlichen Strömungen und Interessen wurden aufgrund einer unmittelbar anrückenden Bedrohung auf einen gemeinsamen Nenner gebracht, nämlich die Abwehr des Maximinus Thrax. Dabei lässt sich nicht von einer Partei mit gemeinsamer Parole sprechen, sondern eher von einem Querschnitt aus den wichtigsten und mächtigsten Männern des Senats, die sich einem gemeinsamen Feind in Form eines beratenden Gremiums entgegenstellen.
Vier von ihnen standen dem Kaiser Alexander Severus durch ihre jeweiligen Aufgabenbereiche sehr nahe. Darunter zählten zum Beispiel Funktionen wie comes Augusti bzw. comes Augustorum, welche eine Art „Reisebegleiter“ und Berater im Allgemeinen darstellten. Solche Ämter finden wir beispielsweise bei Priscilianus. Senatorische Ämter wie praefectus urbi (Stadtpräfekt), der unter anderem als eine Art Stellvertreter des Kaisers wirkte, zeigten, dass der Kaiser den jeweiligen Kandidaten als fähig und würdig sah, dieses hohe Amt auszuüben. Gegenseitiges Vertrauen zwischen Kaiser und Stadtpräfekt waren erforderlich. Diese „Kaisernähe“ war sicherlich ein weiteres ausschlaggebendes Kriterium für die Mitgliedschaft im Gremium der Vigintiviri, neben dem sozialen Status und der Erfahrung in verschiedenen Bereichen des militärischen und zivilen Sektors. Von den sieben belegten Mitgliedern übten nur Priscilianus und Rufinianus das Amt des praefectus urbi aus.
Das Alter variierte zwischen den 20 Männern stark. Während die erwählten Senatskaiser Pupienus und Balbinus schon Greise gewesen sein müssen, befanden sich Crispinus und Rufinianus um die 50 Jahre und Priscilianus um die 40.

### Hierarchie
Die Hierarchie innerhalb dieses 20-Männer-Gremiums orientierte sich nach der sozialen Abstammung. Stark an diese Abstammung gebunden waren die jeweils ausgeführten Ämter. Zusammen regelten diese beiden Faktoren den hierarchischen Status innerhalb des Gremiums.

### Militärische und zivile Erfahrung
Erfahrung im militärischen Sektor war nicht bei allen Mitgliedern vorzufinden. Lediglich Crispinus, Menophilus und Pupienus wiesen eine gewisse Militärerfahrung auf. Balbinus, Priscilianus, Rufinus und Rufinianus durchliefen eine zivile senatorische Laufbahn. Ihr Können zeigte sich im Verwaltungs- und Justizbereich.

### Weitere Funktionen des Gremiums
Neben der Verteidigung gegen Maximinus Thrax war die zweite Funktion des 20-Männer-Gremiums, den beiden Gordianen eine aktive Senatskommission als Hilfe zu stellen. Dies geschah, bevor Maximinus gegen Rom zog. Den Senat als Mitherrschaftsorgan neben der kaiserlichen Macht wiederzubeleben war eine Intention dieser gegründeten Senatskommission. Damit wäre sowohl den Gordianen bei ihren Aufstieg und Kampf gegen Thrax geholfen und gleichzeitig das Machtverhältnis zwischen Kaiser und Senat gestärkt worden.